# Henrique da Silveira
Henrique da Silveira (* 26. Januar 1901 in Terceira, Azoren; † 9. April 1973 in Lissabon) war ein portugiesischer Degenfechter.

## Erfolge
Henrique da Silveira nahm an vier Olympischen Spielen teil: 1920 in Antwerpen und 1924 in Paris verpasste er jeweils mit der Mannschaft als Viertplatzierter knapp einen Medaillengewinn. 1920 nahm er zudem in der Einzelkonkurrenz teil, in der er in der zweiten Runde ausschied. Bei den Olympischen Spielen 1928 in Amsterdam erreichte er mit der Mannschaft erneut die Finalrunde, die hinter Italien und Frankreich auf dem dritten Platz abgeschlossen wurde. Gemeinsam mit Mário de Noronha, Jorge de Paiva, Frederico Paredes, João Sassetti und Paulo d’Eça Leal erhielt da Silveira die Bronzemedaille. Im Einzel schied er ein weiteres Mal in der Vorrunde aus. 1936 schloss er in Berlin die Einzelkonkurrenz auf Rang sechs und die Mannschaftskonkurrenz auf Rang fünf ab.